# Cecilia Calvi
Cecilia Calvi (Roma, 1950) è una sceneggiatrice e regista italiana.

## Teatro

### Regista
- Le pillole di Ercole (Les Dragées d'Hercule), di Maurice Hennequin e Paul Bilhaud. Teatro delle Muse di Roma (1989)
- L'alba del terzo millennio, di Pietro De Silva. Argot Teatro di Roma (1991)
- Angoscia, dall’omonimo film di George Cukor. Teatro Stabile del Giallo di Roma (1992)
- Le ragioni dell'altro, di Roberto Silvi e Cecilia Calvi. Colosseo Nuovo Teatro di Roma (2007)
- Schizofrenicadoc, di Silvia Scola. Colosseo Nuovo Teatro di Roma (2007)

## Filmografia

### Cinema

#### Sceneggiatrice
- No mamma no, episodio del film 80 mq - Ottantametriquadri, regia di Cecilia Calvi (1993)
- Tutti gli anni una volta l'anno, regia di Gianfrancesco Lazotti (1994)
- La classe non è acqua, regia di Cecilia Calvi (1997)
- Grazie di tutto, regia di Luca Manfredi (1997)
- Mi sei entrata nel cuore come un colpo di coltello, regia di Cecilia Calvi (1998)
- La seconda patria, regia di Paolo Quaregna - documentario (2019)

#### Regista
- No mamma no, episodio del film 80 mq - Ottantametriquadri (1993)
- Il vampiro difettoso - cortometraggio (1995)
- Mirko e Caterina - cortometraggio (1995)
- La classe non è acqua (1997)
- Mi sei entrata nel cuore come un colpo di coltello (1998)

### Televisione

#### Sceneggiatrice
- Senator - serie TV, 01x01-01x02-01x03 (1992)
- Linda e il brigadiere - serie TV, 03x02 (2000)
- Angelo il custode - serie TV (2001)
- Carabinieri - serie TV, 13 episodi (2004-2007)
- L'amore non basta - serie TV (2005)
- Don Matteo - serie TV, 05x02 (2006)
- Provaci ancora prof! - serie TV, 02x02-03x01(2008-2009)
- Donna detective - serie TV, 02x06 (2010)
- La ladra - serie TV, 01x03-01x04 (2010)
- Il commissario Manara - serie TV, 02x06-02x11-02x12 (2010)
- La mia bella famiglia italiana, regia di Olaf Kreinsen - film TV (2013)
- L'allieva - serie TV, 01x02-01x03-01x11 (2016)
- Nozze romane (Hochzeit in Rom), regia di Olaf Kreinsen - film TV (2017)